# Boutonne
Pour les articles homonymes, voir Boutonne (homonymie).
La Boutonne est une rivière française et un affluent droit de la Charente. Elle arrose les départements des Deux-Sèvres et de la Charente-Maritime, en région Nouvelle-Aquitaine.
C'est le plus long affluent  rive droite de la Charente et l'un de ses principaux émissaires autant pour le débit que pour son apport hydrologique.

## Hydrographie
Le réseau hydrographique du bassin versant de la Boutonne s'étend sur une surface totale de 1 327 km2, arrosant quarante-et-une (41) communes et deux départements. Il est subdivisé en trois parties qui correspondent aux différents secteurs de sa vallée fluviale, le bassin Amont (lieu de source et cours supérieur de la rivière), le bassin moyen (ou vallée moyenne) et le bassin Aval (ou basse vallée jusqu'au lieu de confluence).

### Description hydrographique

#### Le lieu de source
La Boutonne prend sa source dans le Sud-Est du département des Deux-Sèvres, à Chef-Boutonne dont le toponyme signifie tête de la Boutonne. Son lieu de source qui correspond à une fontaine au cœur même du bourg se trouve à + 85 mètres d'altitude.
Mais sa véritable source est située d'après l'Institut Hydrographique Départemental et le BRGM, sous le rocher où s'élèvent les remparts, vestiges d'un château médiéval, à une altitude de + 86 m.
À Luché-sur-Brioux, le ruisseau "la Somptueuse" qui prend sa source à Sompt vient se jeter dans la Boutonne. Un deuxième ruisseau, "le Dauphin" qui prend sa source au lavoir du village vient grossir la "Boutonne" au niveau de Vezançais.

#### Le cours supérieur
Son cours supérieur, entièrement situé dans le département des Deux-Sèvres, est grossi de nombreux petits émissaires dont la Béronne et la Belle, ses deux principaux affluents de rive droite.
À Brioux-sur-Boutonne, lieu de confluence avec le ruisseau de l'Aiguière, la vallée est à + 51 mètres d'altitude, alors qu'elle n'est qu'à 13 km de son lieu de source.
Plus en aval, à Chizé, la Boutonne qui a été grossie des eaux de la Béronne, puis de la Belle, commence à prendre une certaine envergure et sa vallée descend rapidement à + 37 mètres. C'est à partir de cette grosse bourgade que son parcours commence à devenir  sinueux et parsemé d'îles.

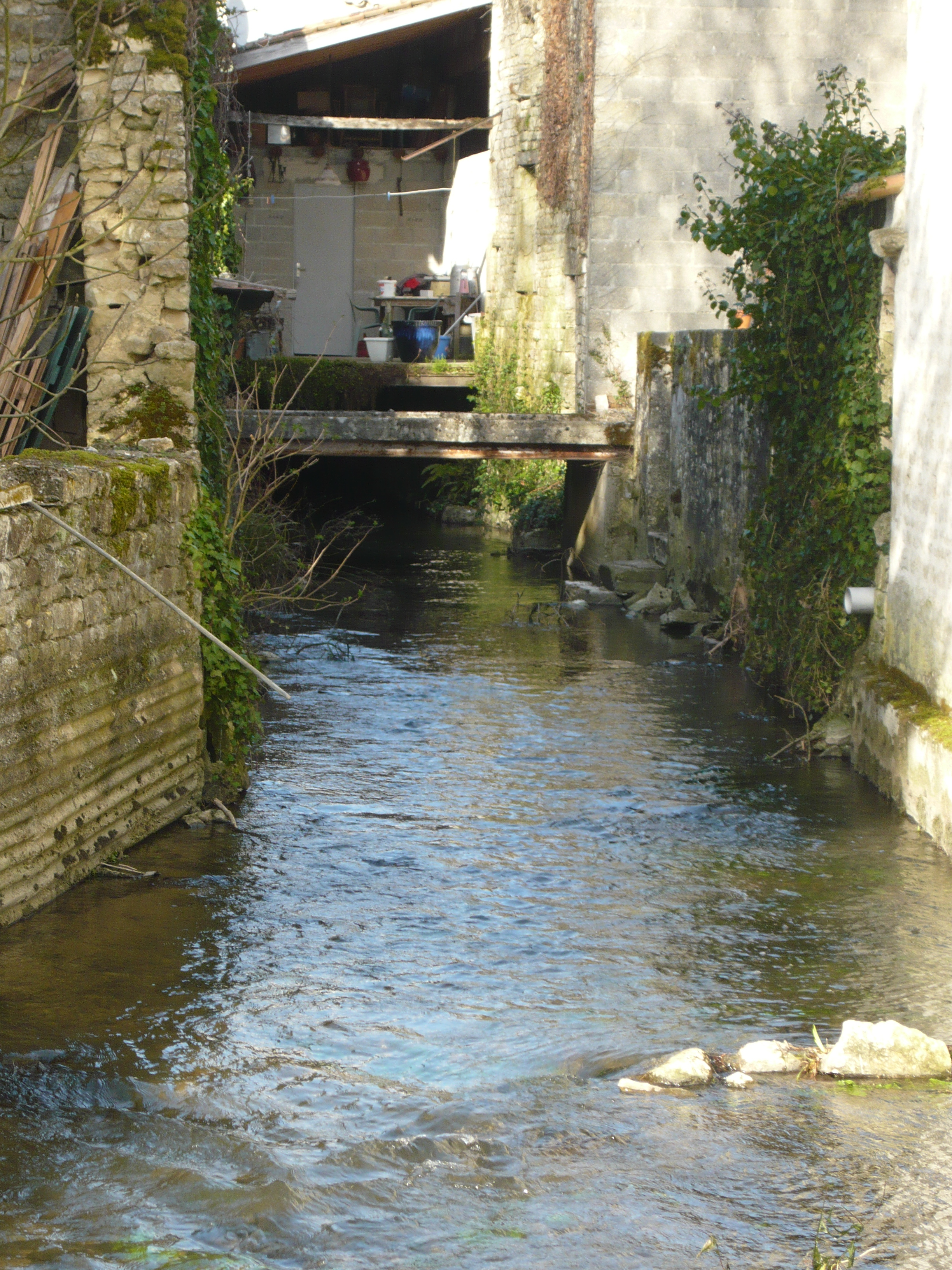
La Boutonne arrose le village de Dampierre-sur-Boutonne.

#### La vallée moyenne
Sa vallée moyenne se caractérise par un parcours pittoresque dessinant de profonds méandres dans une vallée encaissée dès son entrée dans le département de la Charente-Maritime et, ce, jusqu'en amont de Saint-Jean-d'Angély. La vallée entaille plus ou moins profondément le plateau calcaire de la Saintonge et son altitude moyenne varie entre + 33 mètres dans les prairies inondables au Nord du village de Dampierre-sur-Boutonne et + 16 mètres à son lieu de confluence avec la Nie, en amont de Saint-Jean-d'Angély. Tout le long de sa vallée moyenne, la Boutonne est jalonnée de nombreuses petites îles qui ont donné lieu à des toponymes évocateurs dont celui de Saint-Pierre-de-l'Isle. La rivière y reçoit de nombreux petits émissaires, composés principalement de ruisseaux, surtout sur sa rive gauche. La Nie en est le plus important tributaire, cette petite rivière conflue avec la Boutonne entre Saint-Julien-de-l'Escap et Saint-Jean-d'Angély.
Jusqu'au début du XXe siècle où la force motrice de la rivière était utilisée, le canal Saint-Eutrope fut creusé au milieu du Moyen Âge. Partant de la commune voisine de Courcelles, en amont de Saint-Jean-d'Angély, il traverse la ville d'est en ouest sur une longueur totale de dix kilomètres et permettait de faire fonctionner sept moulins. Il est doublé dans sa dernière partie par le canal du Puy Cheraud.

#### La basse vallée
En aval de Saint-Jean-d'Angély, principale ville qu'arrose la rivière, commence à partir du barrage la basse vallée de la Boutonne jusqu'à son lieu de confluence avec la Charente au lieu-dit "Carillon", commune de Cabariot, à quelques kilomètres en amont de Tonnay-Charente.
C'est dans cette partie de la vallée que la Boutonne était navigable sur 31 km, grâce aux aménagements réalisés au Moyen Âge et entre 1804 et 1808 depuis Saint-Jean-d'Angély. Cette ville était un ancien centre de batellerie fluviale encore actif jusqu'au début de la seconde moitié du XIXe siècle, c'est-à-dire pendant le Second Empire. Son port fluvial situé  Quai de Bernouët expédiait des produits locaux comme le bois, des grains, des vins et alcools et recevait du sel et des pierres de construction provenant des carrières de Saint-Vaize et de Saint-Savinien. Jusqu'en 1818, Saint-Jean-d'Angély expédiait à Rochefort sur Mer par la rivière, de la poudre à canons fabriquée dans une importante poudrière militaire établie dans le faubourg de Taillebourg, un quartier urbain au Sud de la ville et sur la rive gauche de la Boutonne,
En amont de Saint-Jean-d'Angély, la rivière se divise en deux bras, nord et sud au lieu-dit la Pointe Garnaud. Ces derniers forment une petite île au sud de la ville et se rejoignent vers l'ouest en aval de "l'écluse de Bernouët", après le canal qui fait suite au site de l'ancien port de Saint-Jean-d'Angély.
Ce canal Nord formé par la rivière longe un quai de plus de 200 ml, le quai de Bernouët, situé sur l'étang du même nom, qui constituait historiquement le port d'amont en aval, cet ancien quai est renforcé aujourd'hui par des palplanches. Ce quai bordé d'arbres, longé par une rue, dessert le terrain de camping et le canal qui lui succède. Très prisé pour des promenades en toutes saisons. Un plan d'eau sur l'étang est aménagé en face pour les loisirs nautiques.
C'est dans son cours inférieur que la Boutonne reçoit les eaux de son principal affluent de rive droite, la Trézence, à un kilomètre en amont de Tonnay-Boutonne. La basse vallée de la Boutonne est surtout caractérisée par des zones inondables traversant un vaste marais d'origine fluviatile.
L'altitude moyenne de sa basse vallée varie de + 8,80 mètres à Saint-Jean-d'Angély, en amont du barrage - écluse de Bernouët, à l'origine du plan d'eau municipal, pour finir à + 2,50 mètres environ suivant le débit et la saison au  barrage de Carillon qui est muni de 3 vannes mobiles à commande automatique. Ce dernier est situé à environ 1 000 m en amont du lieu de confluence avec la Charente. Le pont de Carillon qui permet le franchissement de la rivière par la départementale no 124, situé quant à lui à 100 m en amont de ce lieu de confluence.
La caractéristique du lieu de confluence au site de Carillon de la rivière, est que la Boutonne forme pratiquement un angle droit avec le fleuve Charente, ce qui devrait être contraire à un bon écoulement de son flux. Heureusement il n'en est rien.
La longueur totale de son cours est de 98,8 km, ce qui en fait le plus long affluent de rive droite de la Charente.
Ce cours d'eau joue encore - localement au moins - un important rôle de corridor biologique, dans le cadre de la trame bleue.

### Principales communes traversées
D'amont en aval, les principales communes arrosées par la rivière sont les suivantes :
- Dans le département des Deux-Sèvres
  - Chef-Boutonne, lieu de sa source, chef-lieu de canton.
  - Brioux-sur-Boutonne, chef-lieu de canton.
  - Chizé, site touristique renommé avec son zoo.
  - Le Vert, dernière commune des Deux-Sèvres à être arrosée par la rivière.

- En Charente-Maritime
  - Saint-Séverin-sur-Boutonne, première commune où la Boutonne pénètre dans le département charentais.
  - Dampierre-sur-Boutonne, abrite le site d'un château Renaissance enserré dans une île de la Boutonne.
  - Antezant-la-Chapelle, lieu de détente où la Boutonne s'écoule en bordure de l'aire de loisirs d'Antezant.
  - Saint-Jean-d'Angély, principale ville arrosée par la rivière avec le "Plan d'eau de Bernouët", (sous-préfecture de Charente-Maritime).
  - Tonnay-Boutonne, chef-lieu de canton.
  - Cabariot, site de confluence avec la Charente.

### Communes et cantons traversés
Dans les deux départements de la Charente-Maritime et des Deux-Sèvres, la Boutonne traverse quarante-trois communes, et sept cantons :
- dans le sens amont vers aval : Chef-Boutonne (source), Fontenille-Saint-Martin-d'Entraigues, Luché-sur-Brioux, Chérigné, Lusseray, Brioux-sur-Boutonne, Vernoux-sur-Boutonne, Séligné, Secondigné-sur-Belle, Villefollet, Brieuil-sur-Chizé, Villiers-sur-Chizé, Chizé, Le Vert, Dampierre-sur-Boutonne, Saint-Séverin-sur-Boutonne, Coivert, Blanzay-sur-Boutonne, Saint-Martial, Saint-Georges-de-Longuepierre, Saint-Pierre-de-l'Isle, Nuaillé-sur-Boutonne, Saint-Pardoult, Les Églises-d'Argenteuil, Antezant-la-Chapelle, Vervant, Poursay-Garnaud, Courcelles, Saint-Julien-de-l'Escap, Saint-Jean-d'Angély, Ternant, La Vergne, Voissay, Torxé, Les Nouillers, Tonnay-Boutonne, Archingeay, Puy-du-Lac, Champdolent, Saint-Coutant-le-Grand, Lussant, Cabariot, Bords (sur quelques dizaines de mètres) (confluence).

Soit en termes de cantons, la Boutonne prend source dans le canton de Chef-Boutonne, traverse les canton de Brioux-sur-Boutonne, 
canton d'Aulnay, canton de Loulay, canton de Saint-Jean-d'Angély, canton de Saint-Savinien, et conflue dans le canton de Tonnay-Charente en face du canton de Saint-Porchaire

### Toponymes
La Boutonne a donné son nom associée aux huit communes suivantes : Chef-Boutonne, Brioux-sur-Boutonne, Saint-Séverin-sur-Boutonne, Dampierre-sur-Boutonne, Tonnay-Boutonne, Blanzay-sur-Boutonne, Nuaillé-sur-Boutonne, Vernoux-sur-Boutonne.

### Organisme gestionnaire
Le SAGE Boutonne a été lancé officiellement en 1996. Le Syndicat Mixte d'études pour la gestion et l'aménagement du bassin de la Boutonne a été créé en 1990 en Charente-Maritime et étendu en 1995 en Deux-Sèvres

## Principaux affluents

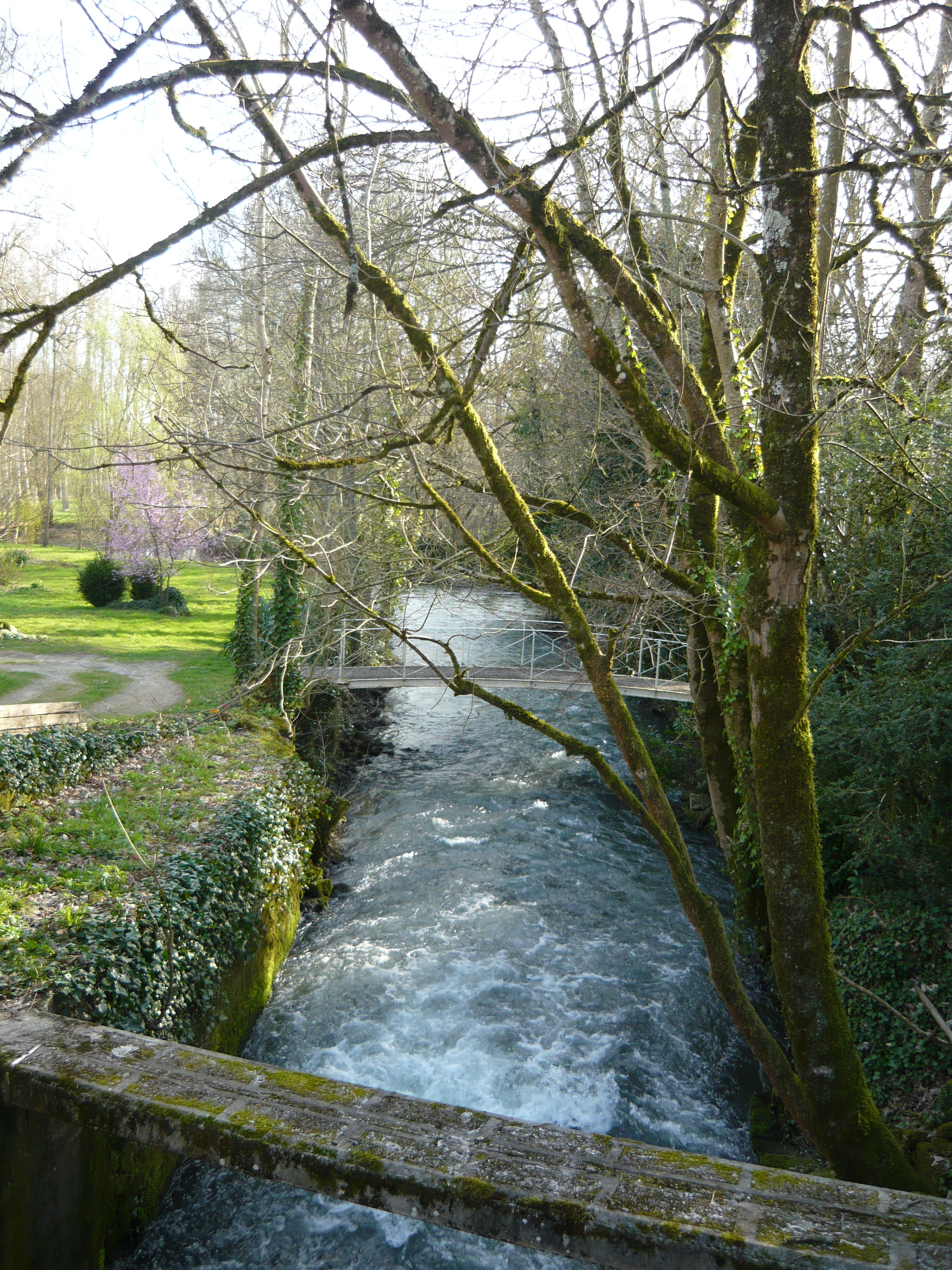
La Boutonne longe le terrain de camping municipal de Dampierre-sur-Boutonne.

Source : Bureau de recherches géologiques et minières
Les affluents mentionnés ci-dessous sont nommés d'amont en aval par rapport au cours de la rivière.

### Rive droite
- L'Aiguière, ruisseau qui conflue à Brioux-sur-Boutonne.
- La Béronne[7], rivière qui arrose Melle.
- La Belle[8], rivière qui arrose Celles-sur-Belle.
- La Trézence, principal affluent de la Boutonne.

### Rive gauche
- Le Vau, ruisseau qui conflue avec la Boutonne à l'ouest de Saint-Georges-de-Longuepierre.
- La Brédoire, petit ruisseau qui conflue avec la Boutonne au village de Nuaillé-sur-Boutonne
- La Saudrenne, petit ruisseau qui coule au nord de la commune de Paillé.
- Le Padôme, petit ruisseau qui conflue avec la Boutonne au village de Vervant et au pied de son château.
- La Nie conflue avec la Boutonne en amont de Saint-Jean-d'Angély, dans la commune de Saint-Julien-de-l'Escap.
- Le Loubat, le ruisseau prend sa source à Asnières-la-Giraud et conflue avec la Boutonne en aval du confluent de la Nie juste avant son entrée dans Saint-Jean-d'Angély.

## Hydrologie
- Débit de pointe lors de la crue de décembre 1982 : 220 m3/s mesuré au barrage de Carillon
- Un repère de niveau, lors de la crue de 1982, est d'ailleurs situé sur le côté des superstructures métalliques du barrage en rive droite.

Le module est de 5,520 m3/s à la station R6092920 la Botonne à Saint-Séverin-sur-Boutonne (Moulin de Châtre), pour un bassin versant de 535 km2 soit 40 % du bassin et à 34 m d'altitude.

## Hydronymie
La première attestation de son nom remonte à 830 sous la forme latinisée Vultumna ou Vultumnis dans les chroniques de Saint-Maixent. Les formes anciennes du nom sont ensuite Vultonna en 951 et 990, Vulturna vers 1031, Vultumna en 1045, 1050 et 1075, Vultona en 1186, la vieille Voultonne en 1473. On prononçait encore Voutonne assez récemment en Charente-Maritime, avec une influence tardive du mot français bouton. Le nom serait issu d'une racine celtique *vol-, élargie en *volt- avec le suffice -onna. La terminaison -onna est attestée en gaulois tardif sous la forme du mot onno dans le Glossaire d'Endlicher, traduit en latin par flumen c'est-à-dire fleuve ou rivière. Toutefois, le sens de la racine pré-latine *vol- n'a pas été déterminé, il pourrait s'agir plutôt d'un gaulois *volto- « poil, cheveux » au sens de « herbe » que possède actuellement le breton geot, apparenté à l'irlandais folt « cheveux » ; mais des étymologies alternatives ont été proposées pour ces derniers (un celtique *gwelto- « vert » ou un celtique *valto-s tiré d'une racine indo-européenne *wel- « couvrir »,,).
En Poitevin-saintongeais, le nom patois de cette rivière est d'un bout à l'autre de son cours Boutoune, en API [ butu:n ]. Cas particulier aux alentours de Périgné où Boutoune est devenu un nom commun, les rivières se dit les boutounes. Par exemple, Chef-Boutonne se dit en patois Ch'Boutoune, en API [ ʃˀ butu:n ].

## Histoire
La Boutonne est une rivière autochtone qui traversait l'antique Sylve d'Argenson, dont il reste deux principales reliques ; la forêt de Chizé et la forêt d'Aulnay
Déjà, au Moyen Âge, la Boutonne était utilisée comme artère de communication pour le trafic fluvial de marchandises mais son rôle est toujours resté secondaire par rapport à la Charente. Saint-Jean-d'Angély en était le principal centre de batellerie dont les liaisons fluviales étaient étroitement associées à celles du port de Tonnay-Charente.

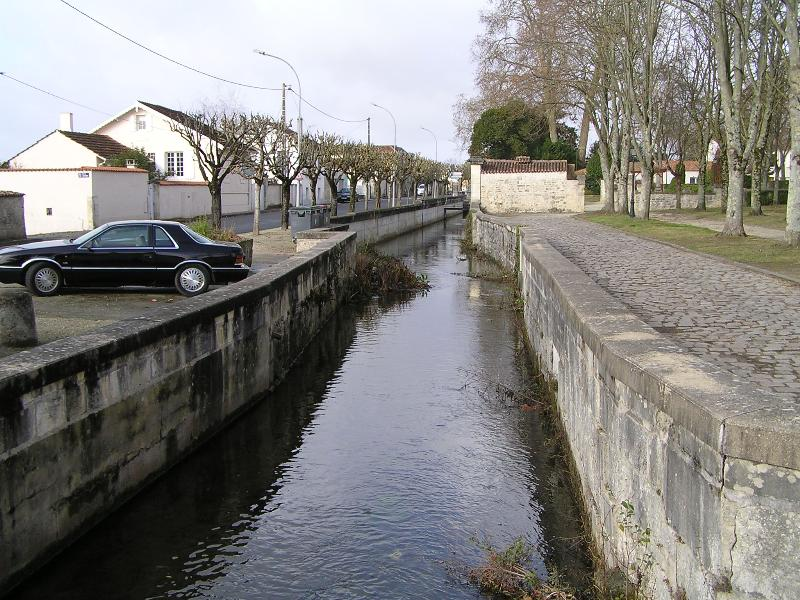
Vue vers l'ouest sur "Le canal Saint-Eutrope" traversant au Sud de Saint-Jean-d'Angély. Cette ville fut dès le Moyen Âge le principal centre de batellerie sur la Boutonne desservant Tonnay-Charente.

Plus tard, vers la fin du XVIIIe siècle, pendant l'intendance de Guéau de Reverseaux, la rivière bénéficia de très importants travaux d'aménagements avec la construction et l'empierrement du quai du port de Saint-Jean-d'Angély, au site de Bernouët, la remise en état des écluses et des barrages ainsi que le renforcement des berges.
Ces aménagements se poursuivirent au début du siècle suivant, où le port de Saint-Jean-d'Angély Quai de Bernouët fut modernisé afin d'approvisionner Rochefort-sur-Mer, alors grand port militaire de la côte Atlantique. Le trafic fluvial de Gabares sur la Boutonne consistait en des transports au fil de l'eau de céréales, cognac et vins, bois d'œuvre et poudre à canons embarqués à bord de gabares. Ces différentes productions étaient acheminées dans les ports de Tonnay-Charente pour les eaux-de-vie exportées vers la Grande-Bretagne et de Rochefort-sur-Mer pour fournir la marine de guerre de l'Arsenal en bois de construction, en poudre à canons et en denrées alimentaires (vins de Saint-Jean-d'Angély et céréales) pour des voyages lointains.
L'ouverture d'une ligne ferroviaire et d'une gare dès janvier 1878 reliant directement Taillebourg à Saint-Jean-d'Angély, puis le déclassement de la rivière en tant que voie navigable par le gabarit du Plan Freycinet de 1878-1879, mirent fin à l'activité fluviale de la Boutonne au tournant du XXe siècle.
Sur tout son bassin et ses affluents, de nombreux moulins entrainés par le courant parsemaient son cours. La particularité des meuniers de la Boutonne était qu'ils possédaient presque tous deux moulins, l'un à eau et l'autre à vent, pour pallier les périodes récurrentes de sécheresse qui ont toujours sévies sur le bassin la rivière.

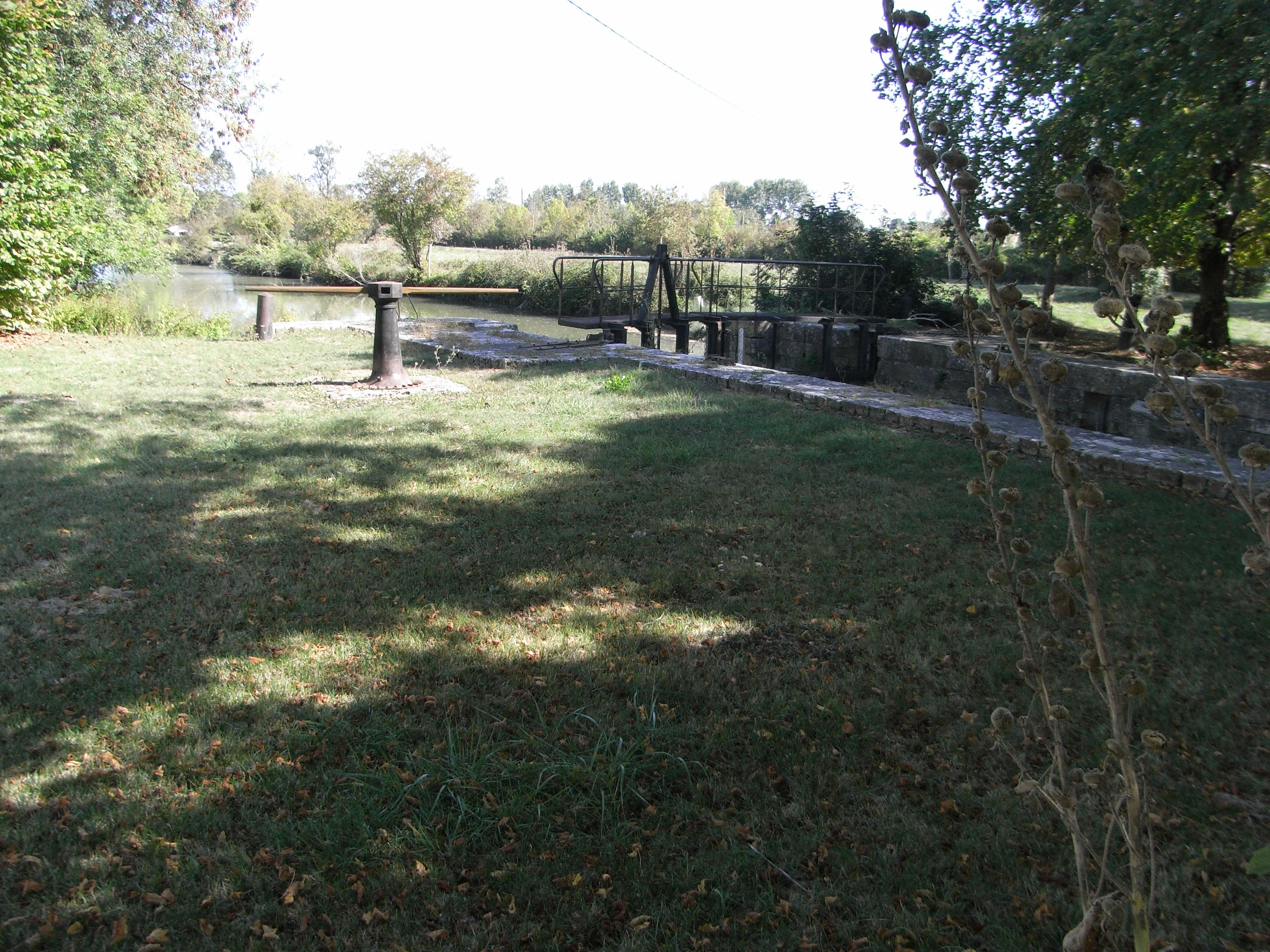
Écluse de Bel-Ébat.

Aujourd'hui, quelques activités de loisirs ont lieu sur la Boutonne dont la pêche et le canoë-kayak, cette dernière discipline étant pratiquée de manière sportive, notamment au bassin de slalom de Bernouët, situé en aval du barrage à Saint-Jean-d'Angély, grâce aux remours formés par les fuites des vannes entrouvertes, formant des rapides accentués par des murs de pierres en fond du lit de la rivière. Le tourisme se développe avec l'implantation de terrains de camping à ses abords (Dampierre-sur-Boutonne, Saint-Jean-d'Angély et Tonnay-Boutonne), d'un village vacances à Tonnay-Boutonne et grâce à quelques sites majeurs comme le Zoodyssée de Chizé, le Château de Dampierre-sur-Boutonne et le centre du vieux Saint-Jean-d'Angély, monuments historiques dignes d'intérêt comme la Grosse Horloge, en haut d'une tour en pierres de taille surplombant la rue du même nom, des maisons à pans de bois du moyen âge, la fontaine Renaissance du Pilori, le musée des Cordeliers, le Centre de culture européenne dans les locaux remarquablement restaurés de l'Abbaye royale….
La Boutonne est une rivière encore parsemée de nombreux ouvrages hydrauliques souvent peu entretenus. Des moulins qui, par leurs déversoirs, régulaient autrefois le niveau de la rivière, ont en majorité disparu, et c'est une des raisons pour lesquelles la rivière connaît des périodes d'assèchement parfois plus importantes qu'autrefois pendant des étés très chauds et secs. Face à une gestion de travaux d'entretien sur les ouvrages difficiles à orchestrer, les propriétaires ne sont toujours pas prêts ou ne sont pas en mesure de dépenser de l'argent pour l'entretien de leur patrimoine, les utilisateurs de l'eau sur le bassin de la rivière (agriculture, pêche, tourisme) sont contraints de mettre en place de nouveaux ouvrages tels que des bassins privatifs, ou encore des retenues collinaires pour stocker l'eau pendant l'hiver afin de l'utiliser en été.
Une association « Sauvegarder la Boutonne », représentée par un noyau d'acteurs citoyens ayant en commun leurs intérêts et leurs attachements à cette rivière, s'est créée avec le projet de faire réparer des ouvrages qui servaient à la navigation jadis depuis Saint-Jean-d'Angély, pour faire revivre l'époque où des embarcations descendaient la rivière au fil de l'eau jusqu'au confluent avec La Charente pour approvisionner le port d'expéditions de Tonnay-Charente.
Aujourd'hui, la navigation est entravée par le barrage de Carillon, car celui-ci ne possède pas de sas d'écluse  permettant le franchissement du bief créé par le barrage.
À marée basse, le niveau de la Charente ne permet pas de navigation. Le lit de la Boutonne en aval du barrage ressemble à un torrent fougueux, avec un courant rapide, et une très faible profondeur.

## Galerie

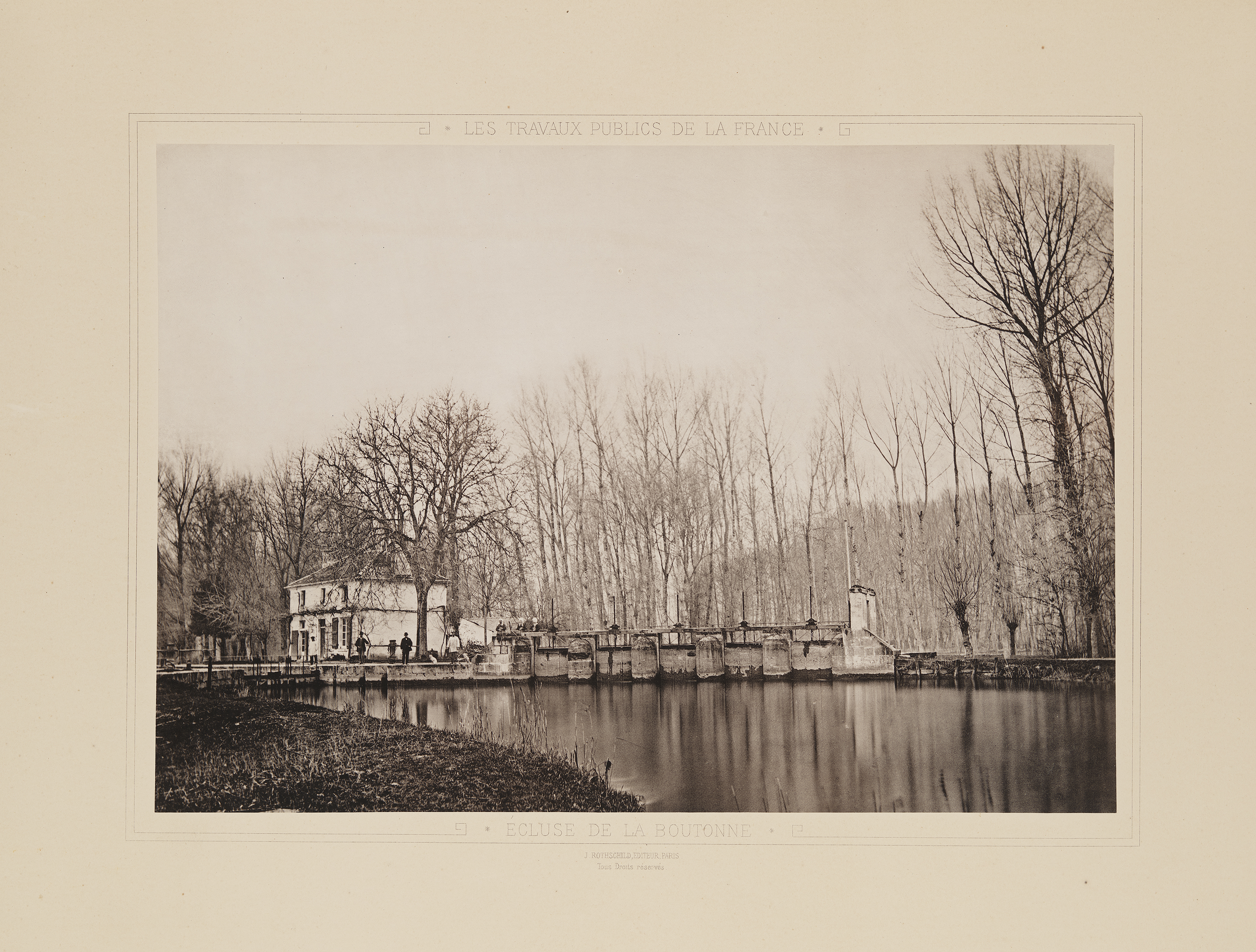
Barrage-vannes du canal de Saint-Jean-d'Angély. Écluse sur la gauche (1883).
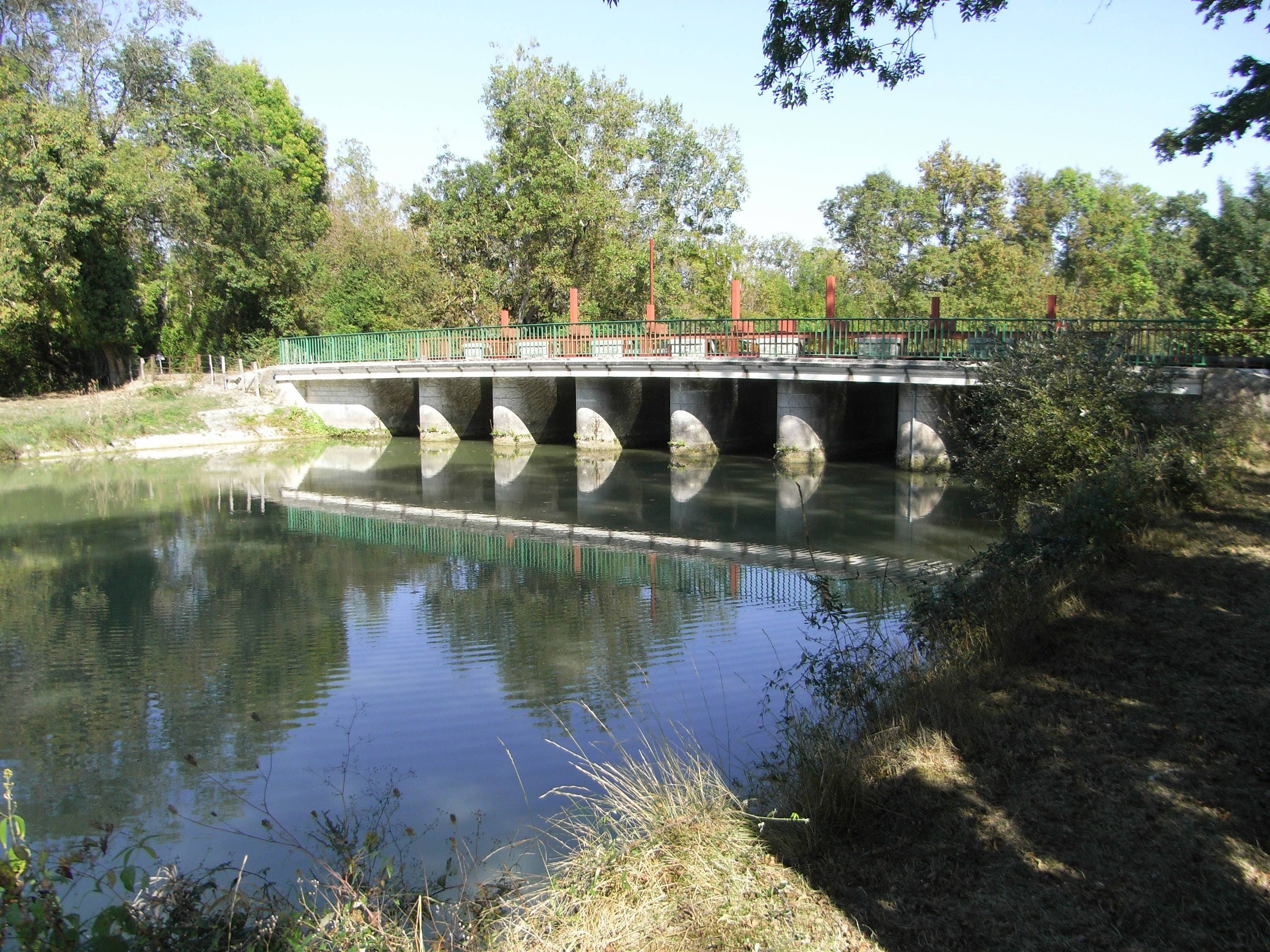
Pont et barrage-vannes à Bel-Ébat.
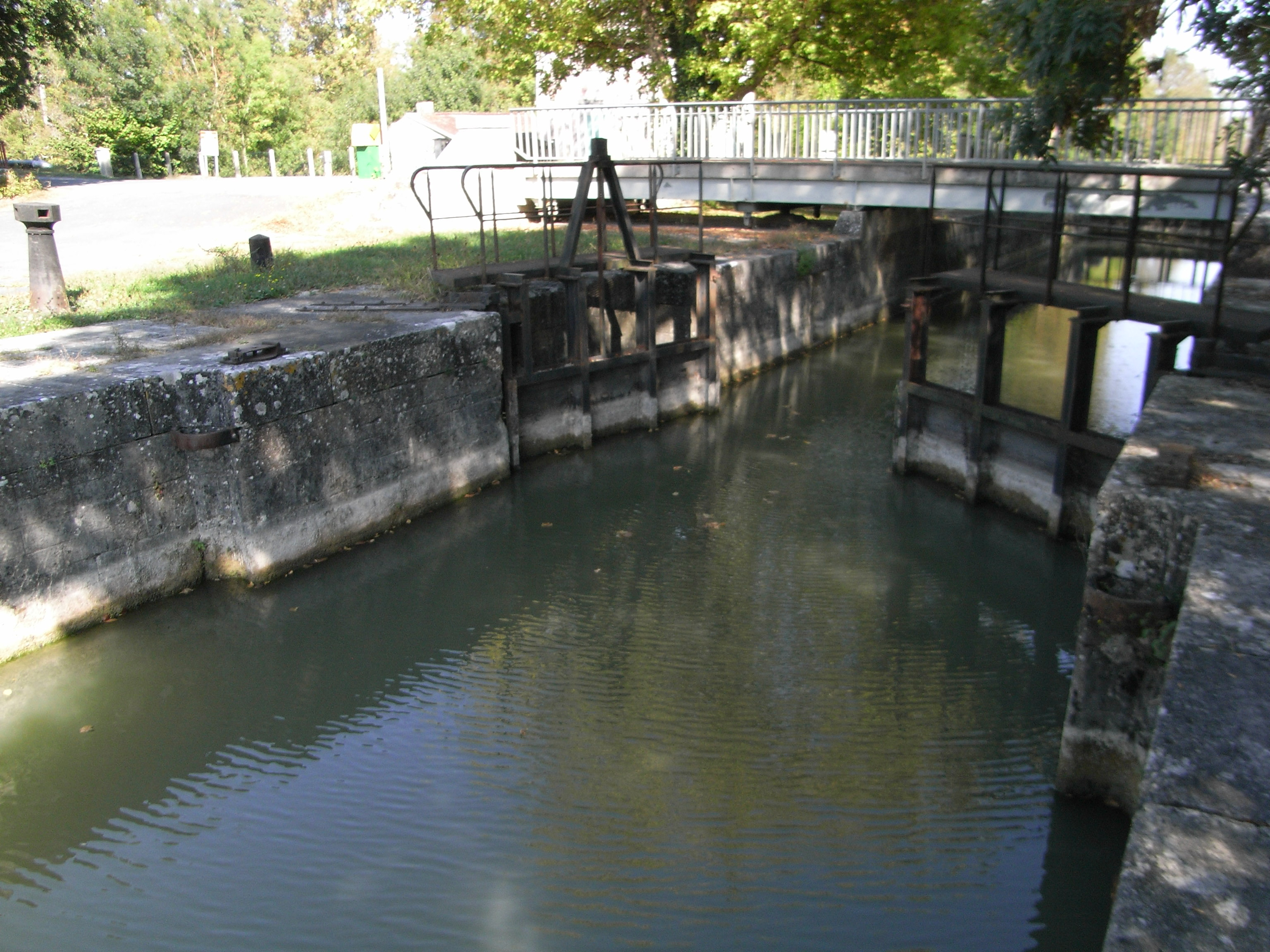
Écluse de Bel-Ébat.
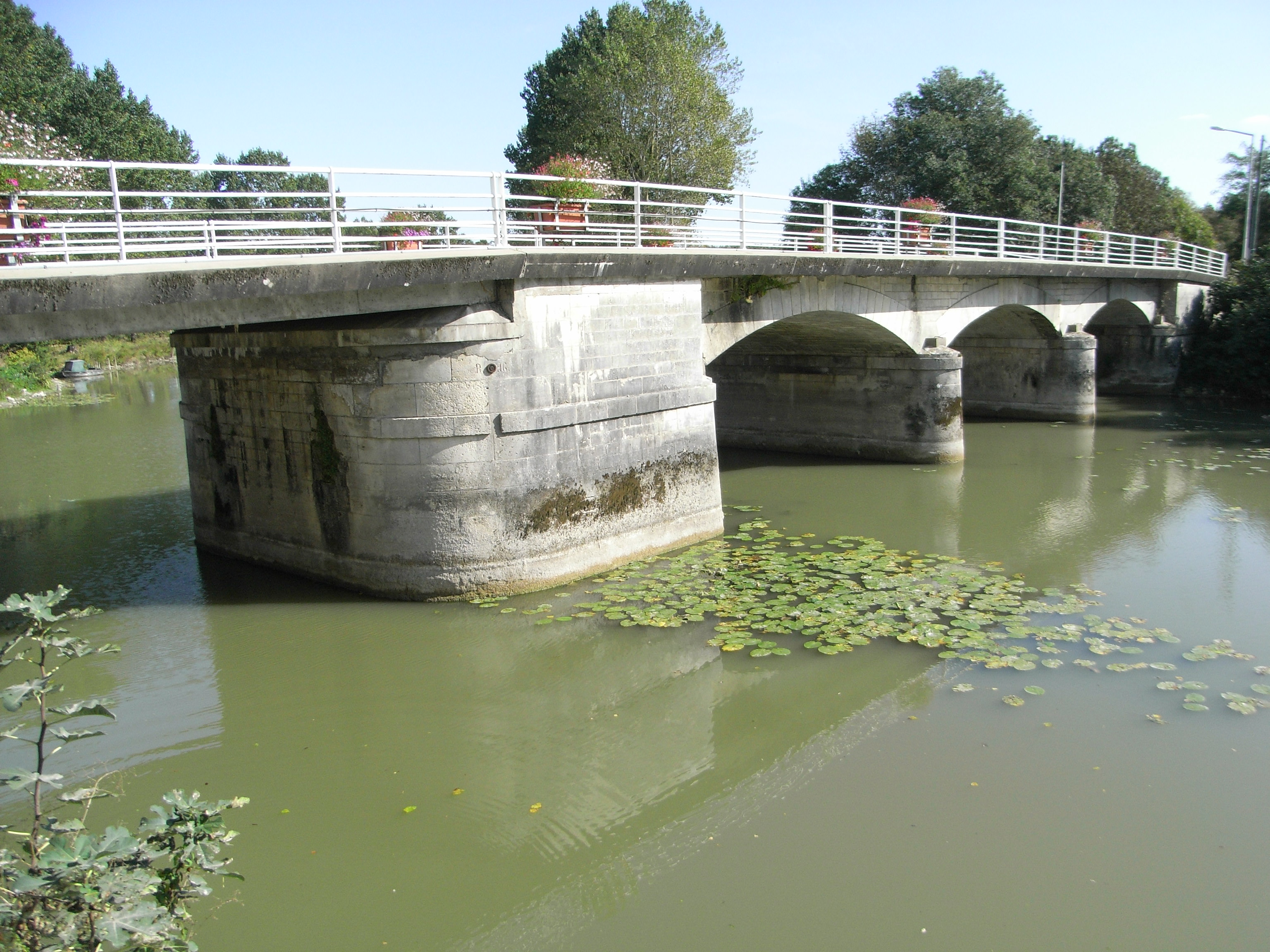
Pont de Tonnay-Boutonne vue aval. Passe marinière à gauche.